# 韦滕贝格
韦滕贝格（德語：Wettenberg）是德国黑森州的一个市镇。总面积42.97平方公里，总人口12423人，其中男性6096人，女性6327人（2011年12月31日），人口密度289人/平方公里。